# Cosmosofie (S.U. Zanne)

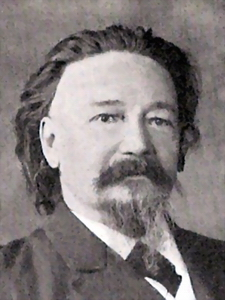
August Vandekerkhove, stichter van de Cosmosofie

De Cosmosofie van S.U. Zanne, pseudoniem voor August Vandekerkhove (1838-1923), is een esoterische leer, gebaseerd op de theosofie en de kabbala. Zij noemt zich de antithese van de theosofie.
Kernthemata uit deze leer zijn:
- De evolutie van de ziel doorheen verschillende incarnaties.
- Vóór onze beschaving hebben een aantal andere, verdwenen en niet door de wetenschap erkende beschavingen bestaan, onder meer Atlantis.
- De centrale rol van de vrouw in de samenleving.
- De androgynie van de mens.

De beweging hanteert een beeldmerk met als opschrift Donec totum impleat orbem (Tot het heelal ervan vervuld is).
Het werk is eerst verspreid geweest onder een vierentwintigtal directe leerlingen van S.U. Zanne, die periodiek een aflevering van zijn werken kregen tussen 1899 en 1906. Aan het einde van deze cursus werden de lessen ingebonden in 4 grote 4° banden. Het totale corpus van deze cursus omvat ongeveer 2500 pagina's. Van deze oorspronkelijke publicaties zijn nog enkele exemplaren bewaard in bibliotheken, onder meer in de Bibliothèque municipale de Lyon.
Aan het eind van zijn leven werd een deel van deze leringen onder zijn supervisie door enkele van zijn discipelen samengevat en in boekvorm gepubliceerd.

## Lijst van de geregistreerde discipelen
Raymond Duval, die in zijn appartement op de bovenste verdieping van de Quai Voltaire, nr. 25 in Parijs, iedere maandag van 5 tot 7u lessen inrichtte, om August Vandekerkhove zijn esoterische school van de Cosmosofie te laten onderwijzen, had Jean d’Udine (Albert Cozanet) uitgenodigd om medeleerling te worden in deze school. De groep werd steeds groter: Albert en Pauline Cozanet, op hun beurt, nodigden dan weer Paul en Aline Mezzara uit tot de Cosmosofie. Uiteindelijk waren er 24 geregistreerde discipelen.
| Nr. Discipel (Pseudoniem)           | Beroep                         |
| ----------------------------------- | ------------------------------ |
| 1.Emile Duval (Duval Yzelen)        | Componist                      |
| 2.Raymond Duval (Raoul de Maratray) | Auteur                         |
| 3.Sabine Calmettes                  | Dichter                        |
| 4.Marcel Mültzer                    | Tekenaar                       |
| 5.Pauline Cozanet (Pfulé ab Udinah) | Mezzo-sopraan                  |
| 6.Albert Cozanet (Jean d'Udine)     | Componist, musicoloog          |
| 7.Pierre Cornillier                 | Kunstschilder                  |
| 8.Henri Havet (Inri Iaveh)          | Kunstschilder                  |
| 9.Dr. Achille Hamon (Ach Hamon)     | Arts                           |
| 10.Victor Debay                     | Musicus                        |
| 11.Léon Marlet                      | Bibliothecaris bij de Senaat   |
| 12.André Walckenaer                 | Bibliothecaris bij de Mazarine |
| 13.Mary Kempton Trotter             | Kunstschilder                  |
| 14.Armand Mahaut                    |                                |
| 15.Reine Hillemacher                |                                |
| 16.Lydie Martial                    | Feministe                      |
| 17.                                 |                                |
| 18.Paul Mezzara                     | Kunstschilder                  |
| 19.Paul Hillemacher                 | Componist                      |
| 20.                                 |                                |
| 21.Hilaire Coursenet                |                                |
| 22.Aline Mezzara                    | Zonder beroep                  |
| 23.Marie Le Grand                   | Zonder beroep                  |
| 24.Ernest Le Grand                  | Componist                      |

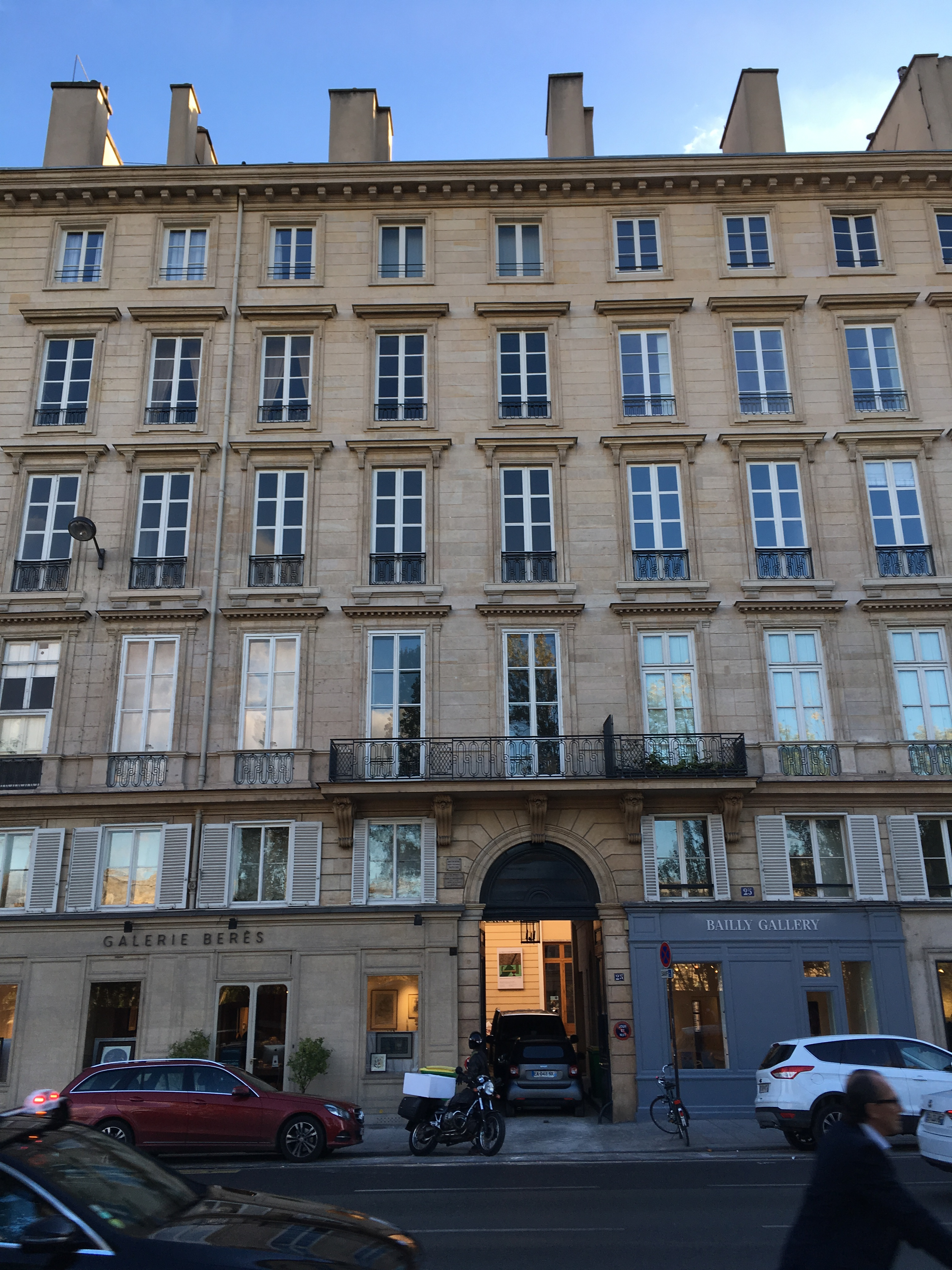
Paris, Quai Voltaire, 25, waar de wekelijkse cursussen Cosmosofie werden gehouden vanaf 1900.

Nr.19 werd later overgenomen door Juffrouw Sophie Jay uit Baden-Baden.
Andere discipelen voegden zich nog toe aan de groep, zonder echter een officieel nummer (en de bijhorende cursusteksten) te verkrijgen: Juffrouw Ede, een vriendin van Mary Kay Trotter. Miss Ede verdween terug toen ze trouwde met Mortimer Clapp, professor esthetica aan de Universiteit van Pittsburg. Daarnaast waren er nog Hilaire Coursenay, Armand Mahaud, Ricciotto Canudo, Edmond Gilliard en Eve-Suzanne Ancel. Deze laatste twee werden vrienden voor het leven en door S.U.Zanne officieel als legatarissen van zijn werk aangesteld. 

## Bronnen

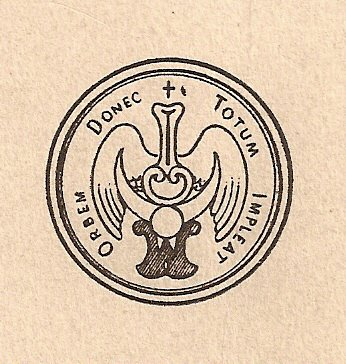
Beeldmerk Cosmosofische Beweging